# George R. R. Martin
George Raymond Richard Martin, znan tudi kot GRRM, ameriški pisatelj in scenarist, * 20. september 1948, Bayonne, New Jersey, Združene države Amerike.
Ustvarja v žanrih fantazije, grozljivk in znanstvene fantastike. Najbolj je znan po seriji fantazijskih romanov Pesem ledu in ognja.

## Življenje in delo
George R.R. Martin se je rodil 20. septembra 1948 v Bayonne, New Jersey. V mladih letih je postal strasten bralec in zbiratelj stripov. Dvajseta številka stripa Fantastični štirje vsebuje njegovo pismo uredniku, ki ga je napisal v srednji šoli. Tej objavi in veselju do t. i. fanzinov pripisuje veliko zaslug, da je postal pisatelj.
V zgodnjih sedemdesetih letih je pisal kratke zgodbe, in kljub neuspehu (eno zgodbo so različne revije zavrnile kar 42) ni obupal. Kasneje je dobil nekaj nagrad Hugo in Nebula. Prva zgodba, ki je bila nominirana za ti dve nagradi, je bila With Morning Comes Mistfall, ki je izšla leta 1973 pod založbo Analog magazine. Nagrad ni dobil, je bil pa zadovoljen že s samo nominacijo.
V osemdesetih letih je začel delati na televiziji. Sodeloval je pri serijah Območje somraka in Lepotica in zver. Prav tako je bil urednik serije Wild Cards in tudi sam napisal nekaj delov.
Leta 1996 se je vrnil k pisanju romanov. Začel je pisati serijo Pesem ledu in ognja (v navdih sta mu bila roman Ivanhoe in državljanska vojna v Angliji, znana kot vojna med belo in rdečo rožo. Za celotno serijo je načrtovanih sedem knjig. V novembru 2005 je postala četrta knjiga A Feast for Crows, najbolj prodajana knjiga na lestvicah The New York Times in The Wall Street Journal. Septembra 2006 je bila knjiga nominirana za nagradi Quill in British Fantasy. Knjiga je prejela pohvale od pisateljev, založnikov, bralcev in kritikov. Peta knjiga iz serije, A Dance with Dragons, je izšla julija 2011.
Januarja 2007 je HBO Productions objavil, da je odkupil pravice za izdelavo in predvajanje televizijske serije po zgodbi Pesem ledu in ognja. Martin je sodeloval kot izvršni producent. Imel je besedo pri izboru produkcijske ekipe in pri pisanju scenarijev. Do vključno 4. sezone se je vsako sezono podpisal pod scenarij ene epizode. Po 4. sezoni se je umaknil in ni bil več vključen v pisanje scenarijev. 
Serija se je končala leta 2019 po 8. sezonah. Zadnja sezona je imela le šest epizod, prav zadnja pa je bila deležna številnih kritik gledalcev, predvsem glede zaključka serije. 
Martin je bil tudi učitelj novinarstva (na to temo ima magistrsko nalogo). V prostem času zbira srednjeveške miniature in še naprej ceni svojo zbirko stripov, ki med drugim vsebuje prvo izdajo Spider-mana in Fantastic Four. Čeprav je dokaj aktiven na internetu, pravi: »Pišem na drugem računalniku, kot pa na tistem, ki ga uporabljam za pošto in internet. Deloma zato, da se obvarujem virusov, črvov in drugih podobnih nevšečnosti (...) Pišem pa s pomočjo WordStar 4.0. na računalniku z Dosom.«

## Teme
Kritiki opisujejo Martinova dela kot temačna in cinična. Njegov prvi roman, Dying of the Light, je postavil temelje za večino nadaljnjih del; zgodba je postavljena na večinoma opuščenem planetu, ki počasi postaja neprimeren za življenje, saj se počasi odmika od sonca. Ta in mnoge druge zgodbe imajo močan pridih melanholije. Liki so pogosto nesrečni, ali vsaj nezadovoljni, in imjo elemente tragičnih junakov. Kritik T.M. Wagner je zapisal: »Naj nihče ne reče, da si Martin s Shakespearom ne deli ljubezni do nesmiselne tragike«. Takšna mračnost je lahko ovira za nekatere bralce. Skupina Inchoatus je zapisala: »Če vas ta odsotnost sreče moti, ali če iščete nekaj bolj potrjujočega, iščite drugje.«
Liki so večplastni, vsak ima zanimivo preteklost, navdihe in ambicije. V reviji Publisher's Weekly so za like v seriji Pesem ledu in ognja zapisali: »Kompleksnost likov kot so Daenerys, Arya in Jaime bo poskrbela, da bo bralec hitro obračal številčne strani, saj je avtor, kakor sta to storila Tolkien in Robert Jordan, poskrbel, da nam je mar za njihove usode.« Nobenemu liku ni dana nerealistična sreča, tako da se nesreča, poškodba in smrt lahko pripetijo kateremu koli liku. Ni pomembno, koliko se je bralec navezal nanj. Martin je nekoč opisal svoje razloge za ubijanje likov: »...ko so moji liki v nevarnosti, hočem, da vas je strah obrniti na naslednjo stran...«

## Odnosi z oboževalci
Martin je znan po rednih obiskih na znanstveno fantastičnih konvencijah in dostopnosti do oboževalcev. Prav tako je v zelo dobrem odnosu z uradnim klubom oboževalcev, bratovščino brez bander (angleško Brotherhood without Banners), ki jih je tudi pohvalil za zabave in človekoljubna dejanja. Od decembra 2006 dalje ima organizacija več kot 1000 uradnih članov.
Martin nasprotuje fanfictionu, saj verjame, da je to kršenje avtorskih pravic in slaba vaja za vzhajajoče pisatelje. Po slednjem lahko sklepamo, da ne daje dovoljenj za uporabo svoje intelektualne lastnine v zgodbah oboževalcev.

### Pisatelj

#### Romani
- Dying of the Light (1977)
- Windhaven (1981), skupaj z  Liso Tuttle
- Fevre Dream (1982)
- The Armageddon Rag (1983)
- Serija Pesem ledu in ognja:
  - Igra prestolov (angleško A Game Of Thrones) (1996) - slovenska izdaja (2007)
  - Spopad kraljev (angleško A Clash of Kings) (1998) - slovenska izdaja (2008)
  - Vihra mečev (angleško A Storm of Swords) (2000) - slovenska izdaja (2010)
  - Vranja gostija (angleško A Feast for Crows) (2005) - slovenska izdaja (2011)
  - Ples z zmaji (angleško A Dance with Dragons) (2011) - slovenska izdaja (2012)
  - The Winds of Winter (prihaja)
  - A Dream of Spring  (prihaja)

#### Novele
- »Night of the Vampyres«, najprej v Amazing, 1975, ponovno izdana v The Best Military Science Fiction of the 20th Century
- »The Skin Trade« (1989) iz zbirke treh avtorjev Dark Visions.
- »Tales of Dunk and Egg« - postavljena v serijo Pesem ledu in ognja
  - »The Hedge Knight« (1998)
  - »The Sworn Sword« (2003)
  - »The Mystery Knight« (prihaja)
- »Shadow Twin« (2004, skupaj z Gardner Dozois in Danielom Abrahamom)

#### Otroške knjige
- The Ice Dragon (1980, ponovna izdaja 2006)

#### Zbirke
- A Song for Lya (1976)
- Songs of Stars and Shadows (1977)
- Sandkings (1981)
- Songs the Dead Men Sing (1983)
- Nightflyers (1985)
- Tuf Voyaging (1987), zbirka povezanih zgodb
- Portraits of His Children (1987)
- Quartet (2001)
- GRRM: A RRetrospective (2003; ponovna izdaja 2006 in 2007 kot Dreamsongs)

### Urednik

#### Wild Cards(tudi Martin je napisal nekaj del)
- Wild Cards I (1987)
- Wild Cards II: Aces High (1987)
- Wild Cards III: Jokers Wild (1987)
- Wild Cards IV: Aces Abroad (1988)
- Wild Cards V: Down & Dirty (1988)
- Wild Cards VI: Ace in the Hole (1990)
- Wild Cards VII: Dead Man's Hand (1990)
- Wild Cards VIII: One-Eyed Jacks (1991)
- Wild Cards IX: Jokertown Shuffle (1991)
- Wild Cards X: Double Solitaire (1992)
- Wild Cards XI: Dealer's Choice (1992)
- Wild Cards XII: Turn of the Cards (1993)
- Wild Cards: Card Sharks (1993)
- Wild Cards: Marked Cards (1994)
- Wild Cards: Black Trump (1995)
- Wild Cards: Deuces Down (2002)
- Wild Cards: Death Draws Five (2006)
- Wild Cards: Inside Straight (2008)
- Wild Cards: Busted Flush (prihaja)
- Wild Cards: Suicide Kings (prihaja)

## V slovenščini
V slovenščini je do danes izšlo pet knjig iz serije Pesem ledu in ognja, od tega štiri v prevodu Boštjana Gorenca:
- Igra prestolov (2007)
- Spopad kraljev (2008; prevedel Branko Gradišnik)
- Vihra mečev (2010)
- Vranja gostija (2011)
- Ples z zmaji (2012)

Najnovejši prevod Urše Vogrinc Javoršek:
- Ledeni zmaj (2015)

Izdala jih je založba Mladinska knjiga.

## Nagrade
- A Song for Lya 1975 nagrada Hugo za najboljšo novelo
- Sandkings 1980 nagrada Hugo za najboljšo novelo in nagrada Nebula za najboljšo novelo(edina zgodba, ki je dobila obe nagradi)
- »The Way of Cross and Dragon« 1980 nagrada Hugo za najboljšo kratko zgodbo
- Portraits of His Children 1986 nagrada Nebula za najboljšo novelo
- »The Pear-Shaped Man« 1988 nagrada Bram Stoker
- »The Skin Trade« 1989 nagrada World Fantasy Award za najboljšo novelo
- »Blood of the Dragon« 1997 nagrada Hugo za najboljšo novelo
- A Feast for Crows 2006 nagrada Quill in nagrada British Fantasy (nominacija)

### Intervjuji
(angleško)
- Intervju z George R.R. Martinom na Neth Space
- Intervju z George R.R. Martinom na SFFWorld.com
- Intervju z George R.R. Martinom na AbeBooks.com
- Intervju z George R.R. Martinom (zvočni) Arhivirano 2012-06-08 na Wayback Machine.